# Чинцано
Чинцано (італ. Cinzano, п'єм. Cinsan) — муніципалітет в Італії, у регіоні П'ємонт,  метрополійне місто Турин.
Чинцано розташоване на відстані близько 520 км на північний захід від Рима, 18 км на схід від Турина.
Населення — 339 осіб (2014).
Щорічний фестиваль відбувається 16 серпня. Покровитель — святий Рох.

## Демографія
Населення за роками:

Станом на 1 січня 2023 року в муніципалітеті офіційно проживало 26 іноземців з 9 країн, серед них 16 громадян країн Євросоюзу та 3 громадяни України.

## Сусідні муніципалітети
- Берцано-ді-Сан-П'єтро
- Казальборгоне
- Монкукко-Торинезе
- Ривальба
- Шьольце